# 罗伯特·霍克斯
罗伯特·霍克斯（英語：Robert Hawkes，1880年10月18日—1945年9月12日），英国男子足球运动员，司职翼锋。他曾代表英国国家队参加1908年夏季奥林匹克运动会足球比赛，获得一枚金牌。